# University of Tennessee Women's Volleyball
La University of Tennessee Women's Volleyball è la squadra pallavolo femminile appartenente alla University of Tennessee, avente sede a Knoxville (Tennessee): milita nella Southeastern Conference della NCAA Division I.

## Storia
Il programma di pallavolo femminile della University of Tennessee nasce nel 1958, guidato da Jean Wells. Dopo un anno di inattività, il programma riprende le proprie attività nel 1960, guidato da Nancy Lay: le succedono Jo Hobson, Kaye Hart, Diana Hale, Jody Lambert e Bud Fields durante il periodo di affiliazione alla AIAW Division I. 
Nel 1988 viene scelto come allenatore Bob Bertucci, che prende le redini del programma per otto anni: sotto la sua gestione le Lady Volunteers emigrano in NCAA Division I, vincendo tre volte la Southeastern Conference e qualificandosi alla post-season quattro volte consecutive, uscendo sempre durante la fase regionale del torneo. In seguito il programma viene affidato prima a Sandy Lynn, nel 1987, e poi a Julie Hermann, nel 1991, senza raccogliere grandi risultati.
Nel 1997 Rob Patrick diventa allenatore delle Lady Volunteers, restando alla loro guida per ben ventuno stagioni: in questo periodo, oltre a raccogliere altre due vittorie a livello di conference, la squadra centra nove volte la qualificazione al torneo NCAA, raggiungendo nella NCAA Division I 2005 per la prima volta le semifinali nazionali, sconfitta dalle future campionesse della University of Washington.     

## Record
| Piazzamento          |    | Edizione                                                |
| -------------------- | -- | ------------------------------------------------------- |
| Tornei NCAA          | 19 | Semifinali: 1 2005                                      |
| Tornei NCAA          | 19 | Sweet Sixteen: 6 1982, 1983, 1984, 1993, 2004, 2023     |
| Tornei NCAA          | 19 | Secondo turno: 5 2009, 2010, 2011, 2018, 2021           |
| Tornei NCAA          | 19 | Primo turno: 7 1981, 2000, 2006, 2008, 2012, 2022, 2024 |
| Titoli di conference | 5  | Southeastern Conference: 5 1981, 1982, 1984, 2004, 2011 |

## Conference
- Southeastern Conference: 1979-

## All-America

### First Team
- Beverly Robinson (1982)
- Morgahn Fingall (2023)
- Nina Čajić (2024)

### Second Team
- April Chapple (1984)
- Kristen Andre (2005)
- Kelsey Robinson (2011)
- Morgahn Fingall (2022)
- Caroline Kerr (2023)

### Third Team
- Julie Knytych (2004)
- Nikki Fowler (2010)

## Allenatori
- Jean Wells: 1958
- Nancy Lay: 1960-1964
- Jo Hobson: 1965-1972
- Kaye Hart: 1973-1974
- Diana Hale: 1975
- Jody Lambert: 1976
- Bud Fields: 1977-1978
- Bob Bertucci: 1979-1986
- Sandy Lynn: 1987-1990
- Julie Hermann: 1991-1996
- Rob Patrick: 1997-2017